# Pieter Stortenbeker

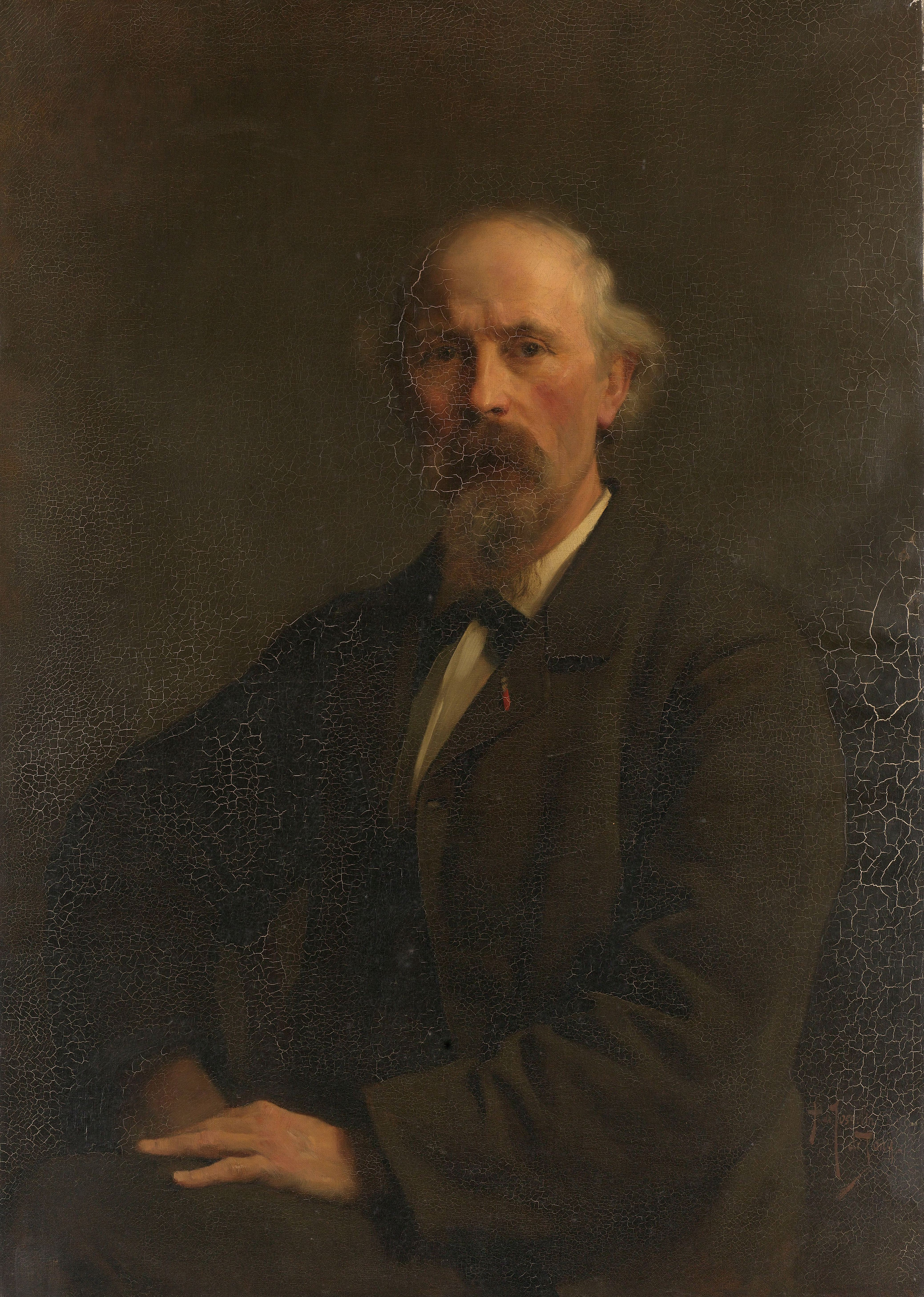
Portret van Peter Stortenbeker (1884) door Pieter de Josselin de Jong

Pieter Stortenbeker (Den Haag, 21 april 1828 - aldaar, 17 april 1898) was een Nederlandse aquarellist, lithograaf en schilder uit de Haagse School.
Hij hield zich bezig met genrekunst, landschappen, dieren en stadsgezichten. Zijn opleiding ontving hij aan de Koninklijke Academie van Beeldende Kunsten in Den Haag. Hij was leerling van Hendrikus van de Sande Bakhuyzen, Johannes Stortenbeker en Jan Bedijs Tom. Onder zijn leerlingen bevonden zich onder anderen Louis Apol, Willem Maris, Jan Vrolijk, Piet in 't Hout, Eduard van der Meer en Cornelis Samuel Stortenbeker. Stortenbeker was lid van Pulchri Studio.
Veel werk van Stortenbeker hangt in musea en is in koninklijk bezit. Onder andere het Rijksmuseum Amsterdam, het Gemeentemuseum Den Haag en Paleis Het Loo exposeren werk van hem. Ook vele verzamelaars in binnen- en buitenland bezitten zijn werk. Hij behoorde tot de beste leerlingen van de Haagse Academie. Hij kreeg tijdens de grote tentoonstelling van Den Haag in 1861 de gouden eremedaille. In 1863 werd hij in Brussel benoemd tot Ridder in de Orde van de Eikenkroon. Stortenbeker was een zeer begaafd kunstenaar, die zich na een romantisch begin aansloot bij de Haagse School en een van de beste van zijn tijd mag worden genoemd. Een kunstenaar met veel kleurgevoel en gevoel voor compositie. Hij was de broer van Johannes Stortenbeker (29 oktober 1821 - 11 april 1899) en Cornelis Samuel Stortenbeker (Den Haag, 29 oktober 1838 - 16 april 1885 Den Haag). Cornelis schilderde stillevens en was leerling van zijn broer Pieter en van Christoffel Bisschop (1828-1904). Hij signeerde met C.S.S.